# محمية بحرية

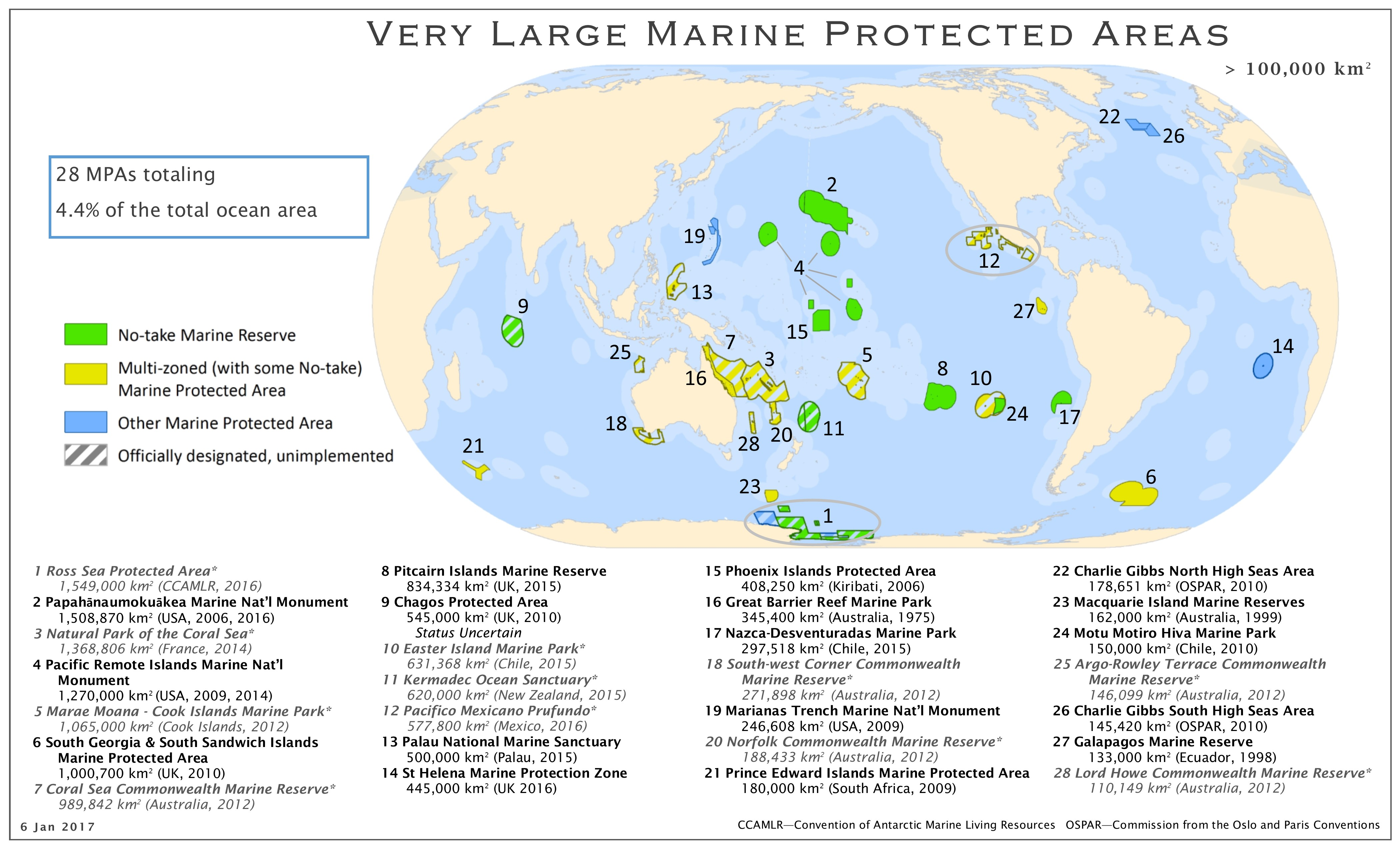

المحميات البحرية، مناطق محمية من البحار والمحيطات ومصبات الأنهار أو في البحيرات العظمى في الولايات المتحدة. لهذه المناطق البحرية أشكالٌ عديدة تتراوح من محميات الحياة البرية إلى مرافق البحث. تقيّد المحميات البحرية النشاط البشري بغرض الصون، لحماية الموارد الطبيعية أو الثقافية عادة. تكون هذه الموارد البحرية محمية من قبل السلطات المحلية أو الإقليمية أو القطرية أو الوطنية أو الدولية أو سلطات الولاية أو سلطات المناطق وتختلف اختلافًا كبيرًا بين الأمم. يشمل هذا الاختلاف قيودًا مختلفةً على التنمية، وممارسات الصيد، ومواسم الصيد وحدود الصيد، والإرساء وحظر إزالة الحياة البحرية أو تعطيلها. توفر المحميات البحرية أيضًا -في بعض المواقف (مثل المنطقة المحمية لجزر فينيكس)- إيرادات للبلدان، والتي قد تكون مساويةً للدخل الذي كانت ستحصل عليه إذا كانت ستمنح الشركات أذونات لصيد الأسماك.
اتفقت هيئة حفظ الموارد البحرية الحية في القطب الجنوبي في 28 أكتوبر عام 2016 في هوبارت في أستراليا، على إنشاء أول محميةٍ بحريةٍ والأكبر في العالم في القارة القطبية الجنوبية، وتشمل 1.55 مليون كيلومتر مربع (600000 ميل مربع) في بحر روس. تقع المحميات البحرية الكبيرة الأخرى في المحيط الهندي والمحيط الهادئ والمحيط الأطلسي، في بعض المناطق الاقتصادية الخالصة في أستراليا، والأقاليم ما وراء البحار في فرنسا والمملكة المتحدة والولايات المتحدة، مع مناطق رئيسيةٍ جديدة] (990.000 كيلومتر مربع (380.000 ميل مربع) أو أكبر) أو محميّاتٍ بحرية موسعةً من قبل هذه الدول منذ عام 2012 - مثل الحديقة الطبيعية لبحر المرجان، والمعلم الوطني البحري لجزر المحيط الهادئ النائية، ومحمية بحر المرجان البحري للكومنولث، والمحمية البحرية لجورجيا الجنوبية وجزر ساندويتش الجنوبية.
بلغ عدد المحميات البحرية أكثر من 13,650 محميةً بحريةُ اعتبارا من أغسطس 2016- عند حساب عدد المحميات البحرية بكافة الأحجام من البلدان الأخرى- وتشمل 2.07% من محيطات العالم، كما تلقت نصف هذه المساحة -التي تضم 1.03% من محيطات العالم- تصنيفًا كاملًا للمناطق المحظورة.

## الضغوطات
تشمل الضغوطات التي تؤثر على المحيطات «تأثير الصناعات الاستخراجية والتلوث الموضعي والتغيرات في كيميائها (تحمّض المحيطات) الناتجة عن ارتفاع مستويات ثاني أكسيد الكربون بسبب انبعاثاتنا». أُشير إلى المحميات البحرية على أنها الأمل الوحيد الكبير للمحيط، من أجل زيادة مقاومة البيئة البحرية تجاه هذه الضغوطات. يمكن للمحميات البحرية المصممة والمدارة جيدًا والتي طُوّرت بمساهمةٍ ودعمٍ من أصحاب المصلحة المعنيين، الحفاظ على التنوع البيولوجي وحماية المسامك واستعادتها.

## اقتصاديات
يمكن أن تساعد المحميات البحرية في دعم الاقتصادات المحلية من خلال دعم المسامك والسياحة. عملت جزيرة آبو في الفلبين على حماية ربع الشعاب المرجانية مثلا، مما سمح بتعافي الأسماك، وأدى إلى نهوض اقتصادها. ظهر ذلك في فيلم الموارد المعرضة للخطر: الشعاب المرجانية الفلبينية. وجد تقرير 2016 لمركز التنمية والاستراتيجية أن برامج مثل نظام المحمية البحرية الوطنية للولايات المتحدة، يمكن أن تطور فوائد اقتصاديةً كبيرة للمجتمعات من خلال الشراكات بين القطاعين العام والخاص.

## التقديرات
يستخدم المُديرون والعلماء نظم المعلومات الجغرافية والاستشعار عن بعد، لرسم خرائط المحميات البحرية وتحليلها. أعد مركز الخدمات الساحلية التابع للإدارة الوطنية للمحيطات والغلاف الجوي (إن أو إيه إيه) «قائمةً حصريةً لأدوات دعم القرار القائمة على نظم المعلومات الجغرافية للمحميات البحرية». يركز التقرير على أدوات نظم المعلومات الجغرافية ذات أعلى فائدة لعمليات المحمية البحرية.
يستخدم الاستشعار عن بُعد نواحي التقدم في التقاط صور عن طريق التصوير الجوي، وعلامات الأرشفة المنبثقة للأقمار الصناعية، وصور الأقمار الصناعية، والبيانات الصوتية، والصور الرادارية. قد تساعد النماذج الرياضية التي تسعى إلى عكس تعقيد الوضع الطبيعي، في تخطيط استراتيجيات الاستخراج والحفاظ على مناطق صيد الأسماك.

## الشعاب المرجانية
شهدت نظم الشعب المرجانية تراجعًا في جميع أنحاء العالم. تشمل الأسباب الإفراط في صيد الأسماك والتلوث وتحمّض المحيطات. تضررت 30% من الشعاب المرجانية في العالم بشدة، منذ عام 2013. سيُفقد ما يقرب من 60% منها بحلول عام 2030 دون حماية معززة. تعد المحميات البحرية التي تحتوي على مناطق محظورة أكثر أشكال الحماية فعاليةً. يقع حوالي 0.01% فقط من الشعاب المرجانية في العالم، داخل المحميات البحرية الفعالة.

## الأسماك
يمكن أن تكون المحميات البحرية أداة فعالة للحفاظ على الثروة السمكية. المفهوم العام هو خلق زيادة عددية داخل المحميات البحرية. تتوسع الأسماك في المناطق المحيطة لتقليل الازدحام، مسببًة زيادةً عدديةً في المناطق غير المحمية. يساعد ذلك على دعم المسامك المحلية في المنطقة المحيطة، مع الحفاظ على صحة التجمعات في المحميات البحرية. تُستخدم هذه المحميات البحرية بشكل شائع جدًا من أجل النُظم البيئية للشعاب المرجانية.
خليج جزيرة الماعز في نيوزيلندا المحدد في عام 1977 هو أحد الأمثلة على ذلك. وثقت الأبحاث التي جُمعت في خليج الماعز التأثير غير المباشر. «أصبحت الصادرات غير المباشرة وصادرات اليرقات -انجراف الملايين من البيض واليرقات خارج المحمية- مفاهيم أساسية للحفظ البحري». أثر ذلك بشكلٍ إيجابيٍّ على الصيادين التجاريين في المناطق المحيطة.
كان التأثير على الأنواع البحرية المفترسة نتيجةً أخرى غير متوقعة للمحميات البحرية، إذ يمكن أن تؤدي إلى زيادة في التجمع، وبالتالي تنخفض أعداد الفرائس عندما يحدث ذلك. أظهرت إحدى الدراسات أن «متتاليات التغذية» تسببت في انخفاض عدد الحيوانات العاشبة في 21 حالة من أصل 39 حالة، مما أدى إلى زيادة كمية في الحياة النباتية. (حدث هذا في منتزهات ماليندي كيسيت وواتامو ماريان الوطنية في كينيا، ومحمية ليه البحرية في نيوزيلندا، ومنطقة براكيت لاتدينغ المحمية في الولايات المتحدة.

## المفاهيم الخاطئة
تشمل المفاهيم الخاطئة حول المحميات البحرية، الاعتقاد بأن جميع المحميات البحرية مناطق حظر الصيد، وتعتبر مع ذلك أقل من 1% من المياه الأمريكية مناطق محظورةً. يمكن أن تشمل أنشطة المحمية البحرية الصيد الاستهلاكي والغوص والأنشطة الأخرى.
هناك اعتقاد خاطئ آخر بأن معظم المحميات البحرية تدار اتحاديًا، لكنها تُدار بموجب مئات القوانين والولايات القضائية. يمكن أن توجد في مياه الدولة ومياه الثروة المشتركة ومياه الإقليم والمياه القبلية.
الاعتقاد الخاطئ الآخر هو أن التفويض الفيدرالي يخصص نسبةً محددةً من المحيط للمحميات البحرية. يتطلب التفويض بدلًا من ذلك تقييم المحميات البحرية الحالية وإنشاء مورد عام للمحميات البحرية الحالية.